# 張承恩
張承恩（1486年—1548年），字君賜，號尚泉，直隸保定府易州人，民籍，明朝政治人物。

## 生平
順天府鄉試第九十六名舉人。正德十六年（1521年）中式辛巳科會試第二百六十九名，登第二甲第六十九名進士。授南直隶通州知州，嘉靖四年（1525年）升南京户部山西司员外郎，管理淮安鈔關。八年（1529年）升授本部四川司郎中。明年庚寅，升河南卫辉府知府。又明年辛卯，丁父憂去。嘉靖十三年（1534年）復任河南府知府，在任五年，升河南按察司副使，在任九月，以考察去职。二十一年（1542年）復除湖广按察司副使，二十三年六月升陕西苑马寺卿，未任，以母喪歸。二十六年丁未正月，除遼東苑马寺卿，次年五月病卒，年六十三。

## 家族
曾祖張政；祖父張昇；父張山，母王氏。子张弘化（1514-1545年），初名张村，字公弼，號柏巖，保定府廪膳生，娶完县主事劉熇女。